# 이기 (명 태조의 부마)
이기(중국어: 李祺, 생년 미상 - 1402년)는 명나라 초기 봉양부 정원현 (지금의 안후이성 정원현) 사람이다. 개국공신 한국공 이선장의 아들이다.
명 태조 홍무 9년 (1376년), 주원장에 의해 임안공주의 부마도위로 간택되었다. 그는 태조 주원장의 신임을 받아 중책을 맡았다. 홍무 23년 (1390년), 이선장은 호유용의 사건에 연루되어 자살하였고, 이기는 부마의 신분이었기 때문에, 죽음은 면했지만 집에 감금되었다. 명 혜종이 즉위하고, 이기가 사면을 받아 강포를 지키도록 임명되었고, 연왕 주체가 군대를 이끌고 성을 부수자, 이기는 물에 뛰어들어 사망했다.

## 참고 문헌
- 《중국역사대사전》